# 王居起
王居起（？—1232年），广南西路琼州琼山县（今海南省海口市琼山区）人，南宋后期民变领袖、黎民首领。
南宋绍定四年（1231年），王居起发动和领导黎民各峒大起义，自称“南王”，率军攻下临高、澄迈、文昌三地。琼州官府惊恐，关闭州城所有城门。南宋朝廷急忙派遣重兵镇压。次年、绍定五年（1232年）夏，王居起被俘杀，起义失败。